# Let's Do This
«Let's Do This» es el segundo sencillo de Hannah Montana 3. La canción ya había formado parte de Hannah Montana The Movie, usada para los créditos finales de la película.

## Desarrollo
"Let's Do This", es una canción bailable, en donde Miley Cyrus canta, diciendo frases como: "You came a long way to be with us / You paid good money to see a show / So let's get ready 'cause here we go". La canción fue originalmente escrita y grabada por el cantante Adam Tefteller.

## Promoción
El sencillo fue lanzado el 13 de diciembre de 2008 en Radio Disney y Disney Channel (video tomado de una actuación en vivo en Irvine) en apoyo de la tercera temporada de Hannah Montana. "Let's Do This" fue presentado en cuatro ocasiones durante la tercera temporada, en los episodios: "Papa's Got a New Friend", "Jake... Another Little Piece of My Heart", "Miley Hurt the Feelings of the Radio Star" y "He Could Be the One". También fue utilizado como música de fondo en Hannah Montana: Sing Whaaat?, en varios comerciales de Hannah Montana The Movie y en los créditos finales de la película.

## Video musical
Un video musical de la canción se estrenó en Disney Channel el 13 de diciembre de 2008. El video muestra imágenes de Miley Cyrus (como Hannah) interpretando la canción durante un concierto filmado en vivo. El espectáculo incluyó rutinas de baile y fuegos artificiales. El video, junto con otros siete están disponibles en el deluxe edition de iTunes y en el CD físico de Hannah Montana 3. Se estrenó en el canal de TadeodominguezVEVO http://www.youtube.com/watch?v=YUuV7BCksYA

## Formatos y Lista de canciones
1. "Let's Get Crazy" (Álbum Versión) - 3:32
2. "Let's Get Crazy" (Live Video Version) - 3:35

## Posiciones
La canción debutó en el número 23 en el Bubbling Under Hot 100 Singles Chart (Hot 100 - 123) y cayó a la semana siguiente; siendo el debut más bajo entre los éxitos de Hannah Montana (siendo superado por "It's All Right Here"). En Canadá, la canción de debutó en el Hot Canadian Digital Singles en el número 69, pero falló en ingresar al Canadian Hot 100.

### Listas
| Listas (2009)                  | Posición |
| ------------------------------ | -------- |
| Canadian Hot 100               | 69       |
| Bubbling Under Hot 100 Singles | 23       |

## Fechas de lanzamiento
| País           | Fecha                   | Discográfica        | Formatos         |
| -------------- | ----------------------- | ------------------- | ---------------- |
| Estados Unidos | 13 de diciembre de 2008 | Walt Disney Records | Radio Disney     |
| Estados Unidos | 24 de marzo de 2009     | Walt Disney Records | Descarga Digital |